# موزيلا (جالب حظ)

التصميم الأصلي لجالب الحظ باللونين الأخضر والبنفسجي

موزيلا (بالإنجليزية: Mozilla)‏ كان جالب الحظ لشركة الاتصالات نتسكيب. يأخذ موزيلا شكل سحلية كرتونية خضراء وأرجوانية. أتى باسمه المبرمج جامي زاونسكي أثناء اجتماع في العمل في الشركة. تم تصميمه عام 1994 بواسطة ديف تيتوس.
موزيلا كان الاسم البرمجي لنتسكيب نفاغيتور. قدم المصطلح من عبارة «قاتل موزاييك» (لأن هدف نيسكيب كان في الاستحواذ على حصة متصفح موزاييك) وغودزيلا. بداية، اتخذ موزيلا العديد من الأشكال، من ضمنها رائد فضاء، لكن في نهاية المطاف تم اختيار سحلية شبيهة بغودزيلا.

## وصلات خارجية
- ميلاد اسم موزيلا.
- متحف موزيلا - يحتوي العديد من صوره.
- تصميم قميص موزيلا.
- ديف تيتوس.